# Narrandera Shire Council
Narrandera Shire Council is een Local Government Area (LGA) in de Australische deelstaat New South Wales. Narrandera Shire Council telt 6.594 (2005 Est) inwoners. De hoofdplaats is Narrandera.